# Josep Ridameya Tatché
Josep Ridameya Tatché (Terrassa, 7 de juliol de 1929 - Barcelona, 26 de juny de 2015) fou un jugador d'escacs català, que destacà per haver continuat jugant a bon nivell a edat avançada.

## Carrera escaquística
El 1941 començà a jugar als escacs amb el Club Escacs Terrassa. El 1946, fou campió d'Espanya i subcampió d'Europa per equips amb el seu club. Fou dos cops campió de Catalunya de veterans els anys 1996 i 1997. El 2005 va representar Catalunya al Campionat d'Europa de Veterans a Dresden on varen obtenir una meritòria setena posició amb l'equip català. El 2009 la Federació Catalana d'Escacs li va retre un homenatge amb la concessió de la insígnia de plata de la Federació en el transcurs de la Festa Catalana celebrada a Terrassa. I el 2010, al Festival d'escacs de Bali a Benidorm, la Federació Espanyola d'escacs també li va retre un homenatge. El 2013 fou campió de l'Obert d'Escacs Actius de Diagonal Mar.
Ridameya participà, representant Espanya, en l'Olimpíada d'escacs de 1962 amb un resultat de (+4 =6 –2), per un 58,3% de la puntuació.